# Сулейманов, Джалиль Ахметович
Сулейманов Джалиль Ахметович  (род. 16 марта 1968, Набиево, Башкирская АССР) — российский живописец, Заслуженный художник Российской Федерации (2023), Заслуженный художник Республики Башкортостан (2011). Член Союза художников России с 1996 года.

## Биография
Сулейманов Джалиль Ахметович  родился 16 марта 1968 года в д. Набиево Бурзянского района БАССР.
В 1995 году окончил факультет живописи Уфимского института искусств, в 1999 году  - аспирантуру Российской академии художеств при УГИИ.
В настоящее время живёт и работает в г. Уфе.
Член Творческого объединения «Артыш» с 1995 года.
Картины художника хранятся в  БГХМ им. М. В. Нестерова (Уфа), Магнитогорской картинной галерее, картинной галерее г. Набережные Челны (РТ), ГНИ «Урал» МК и НП РБ (Уфа).

## Работы
«Медведь и Бык», «Весна. Дождь», «Пустая колыбель» (1996),  «Чингисхан»,  «Художник» «Сэсэн»,  «Синий»,  «Потомок»,  «Ангел». 
«Девушка и Луна». Серия «Луна. Женщина»  (2007 – 2009),   «Лиственница». «Девушка»  (2010). 

## Выставки
Сулейманов Джалиль Ахметович   - участник республиканских, региональных, межрегиональной, всероссийских, международных и зарубежной выставок с 1991 года.

## Награды и звания
- Заслуженный художник Российской Федерации (18 сентября 2023 года)[1]
- Заслуженный художник Республики Башкортостан (2011)
- Государственная республиканская молодёжная премия имени Шайхзады Бабича (1998)